# Astara (Azerbajdžan)
Astara još poznata i pod nazivom Azerbajdžanska Astara (azerski: Azərbaycan Astarası) je naseljeno mjesto u Azerbajdžanu. Astara je središte Astarinskoga rajona. Prema popisu stanovništva iz 2008. Astara ima 16,130 stanovnika.

## Zemljopis
Istočno od Azerbajdžanske Astare nalazi se Kaspijsko jezero. Azerbajdžanska Astara je jedna od najjužnijih naseljenih mjesta u Azerbajdžanu. Od azerbajdžansko-iranske granice dijeli je 3 kilometara. Južno od Azerbajdžanske Astare nalazi se rijeka Astaračaj. Preko te rijeke nalazi se Iran te Iranska Astara. Mnogi stanovnici Azerbajdžana dnevno prelaze granicu kako bi kupili proizvode i usluge koje se ne mogu nabaviti u Azerbajdžanu.

## Povijest
Astara se prvi put spominje pod imenom Astārāb u zemljopisnoj knjizi Hudud al-'Alam iz 10. stoljeća. U 14. stoljeću Astara postaje sjedište gilanskih Ispahbada. Između 16. stoljeća i 18. stoljeća astarinski Tališki kanovi su bili autonomni ili nominalno podređeni upraviteljima Gilana ili Ardabila; te su u nekoliko navrata igrali važne uloge u povijesti kaspijskih provincija. Prema Vladimiru Minorskiju nije poznato je su li kasniji upravitelji Astare bili potomci gilanskih Ispahbada. Obitelj Taliških kanova je i nakon ruskoga zauzimanja Astare 1813. godine imala posebna prava.
Astara je u 18. i 19. stoljeću bila dio kratkotrajnoga Tališkoga kanata te je kratkotrajno bila sjedište kanata. Njenu poziciju je zamijenio grad Lankoran. Nakon Turkmajčanskoga mira potpisanoga 1828. godine Astara je podijeljena na dva djela: Azerbajdžansku Astaru (ovaj dio) sjeverno od rijeke Astaračaj i na Iransku Astaru južno od rijeke Astaračaj.

## Poznate osobe
- Džabrajil Hasanov, azerbajdžanski hrvač slobodnim stilom.